# Ojos rojos (película)
Ojos rojos es un documental chileno dirigido por Juan Ignacio Sabatini, Juan Pablo Sallato e Ismael Larraín y estrenado en 2010. 

## Trama
La película sigue a la selección de fútbol de Chile a partir del penúltimo partido de la eliminatoria sudamericana para la Copa Mundial de 2006 hasta el momento en que logra la clasificación a Sudáfrica 2010, al tiempo que analiza el papel del fútbol en las sociedades chilena y latinoamericana mediante entrevistas a diversas personalidades, entre ellas Evo Morales, Jorge Valdano, Eduardo Galeano y Mario Benedetti.
El fin de semana siguiente a su estreno, Ojos rojos se convirtió en el documental más visto en la historia del cine chileno.

## Producción
La idea de hacer un documental de fútbol nació a principios de los 2000, cuando los directores se encontraban presentando un cortometraje en el Festival Internacional de Cine de Valdivia. Si bien los realizadores se inspiraron en un principio en la película Les Yeux dans les Bleus de Canal+, que muestra la intimidad de la selección francesa durante la Copa del Mundo de 1998, finalmente decidieron cambiar el rumbo que seguiría su documental tras ver Zidane, un portrait du XXIe siècle, obra de Douglas Gordon y Philippe Parreno en la que 17 cámaras siguen a Zinedine Zidane durante un partido del Real Madrid.

## Recepción

### Público
Ojos rojos fue estrenada el 6 de mayo de 2010 con 25 copias, en salas de Iquique, Antofagasta, Calama, Viña del Mar, Talca, Concepción, Temuco, Valdivia, Puerto Montt y Santiago, sumando, a la semana siguiente, otras dos salas de exhibición en La Serena y Valparaíso. La película logró 30.442 espectadores en su primer fin de semana en cartelera y se convirtió en el documental más exitoso, en términos de público, en la historia del cine chileno, superando la anterior marca de Salvador Allende, de Patricio Guzmán, visto por 30 mil personas durante todo el tiempo que estuvo en exhibición. En total, la cinta fue vista por alrededor de 125 mil espectadores durante las cinco semanas que estuvo en cartelera.

### Crítica
Ascanio Cavallo, de El Mercurio, señaló que a Ojos rojos se le puede reprochar «la ausencia de un retrato más fino de los jugadores, el titubeo entre la épica de la cancha y la sociología del fútbol, la debilidad para traducir la oscilación masiva de la depresión al éxtasis, e incluso una cierta sobreestilización», pero que todo lo anterior no opaca el «inmenso trabajo» detrás del documental, al que calificó como «uno de los más atrevidos» jamás hechos en Chile. Alejandro Alaluf, de La Tercera, llamó a la película «un relato casi épico» y alabó algunos aspectos técnicos y la producción periodística, destacando que el documental también puede interesar a un público menos «futbolero» que los hinchas a los que está orientado. Leopoldo Muñoz, de Las Últimas Noticias, escribió que «impresiona la sofisticación de la labor que realizaron los directores», agregando también que la película logra despegar la narración de la anécdota al poner en primer plano al fútbol como «la sublimación de ansiedades y frustraciones».